# Falling (流行文化)
Falling，中文有「跌倒」、「仆街」和「趴街」等之稱，為網路上流行文化，即在很多不同場所（尤以超級市場為最）故意以出眾的跌倒方式以吸引別人注意。

## 概述
Falling是繼Planking（趴街）和Batmanning（倒吊）後的一網路流行文化。玩Falling的人需在別人前以出眾的跌倒方式假裝跌倒，吸引鄰人注意。通常別人會問侯：「你沒事吧？」（Are you alright?）等，而這也是玩Falling的人想達到的目的之一。一些玩Falling的人更會手持軟墊、球等大型物件，使其跌倒時顯得更出眾。而另一些玩Falling的人則會假裝不小心弄倒附近的物品（如超市架上的貨物）。他們亦會幾人一起跌倒，方法就如人撞人、推倒的物件弄跌別人等，且方式愈加出眾，如在街上跳起後撞進某件物件然後跌倒。Falling至今還沒造成任何死亡事故。

## 外部連結
- Falling短片（页面存档备份，存于）
- FALLING IS THE NEW CONE-ING（页面存档备份，存于）